# Andreas Mühe
Andreas Mühe (* 26. November 1979 in Karl-Marx-Stadt) ist ein deutscher Fotograf und Künstler. Er hat seinen Lebensmittelpunkt in Berlin.

## Leben
Andreas Mühe ist der älteste Sohn der Intendantin Annegret Hahn und des Schauspielers Ulrich Mühe. Sein Bruder ist Konrad Mühe (* 1982). Die Schauspielerin Anna Maria Mühe ist seine Halbschwester. Die Schauspielerinnen Jenny Gröllmann und Susanne Lothar waren seine Stiefmütter.
Ab seinem vierten Lebensjahr wuchs Andreas Mühe in Ost-Berlin auf. Als Sechzehnjähriger absolvierte er zunächst eine Ausbildung zum Fotolaboranten im PPS-Fotolabor in Berlin, um dann für die folgenden drei Jahre beim Berliner/Londoner Fotografen Ali Kepenek und später bei Anatol Kotte in Hamburg als Assistent zu arbeiten. Seit 2001 arbeitet er als selbständiger Fotograf. Zu Beginn entstanden zahlreiche Porträts von Prominenten, Musikern, Schauspielern und Künstlern für die damals blühende deutsche Magazinlandschaft. Über seine Arbeit für Zeitschriften und Zeitungen fand Andreas Mühe zur Figur des Politikers als Bildthema. Wiederholt porträtierte er Angela Merkel auf ihren Reisen, seinen darauf begründeten Ruf als „Kanzlerfotograf“ weist Mühe jedoch in Interviews zurück.
Andreas Mühes Interesse für zeitgeschichtliche und politische Themen wird in den freien Serien deutlich, an denen er seit 2004 neben der Auftragsfotografie arbeitet. Seine 2009 begonnene Arbeit Schreibtische ist ein Beispiel seiner Auseinandersetzung mit dem Thema Macht. In dieser zeigt der Fotograf die menschenleeren Arbeitsräume einflussreicher politischer Persönlichkeiten wie Helmut Schmidt, Konrad Adenauer und Angela Merkel. Für Mühe ist die Aufnahme des Raumes – durch den gewählten Ausschnitt und durch die eingesetzte Lichtführung – gleichzusetzen mit einem Porträt der Person, die in diesem Raum lebt. In Schreibtische wird von der Architektur der Räumlichkeiten bis in die einzelnen Details der Einfluss und Status des Bewohners deutlich, und somit kann diesen Räumen, gleichsam einem Porträt, eine Repräsentationsfunktion zugeschrieben werden.
Als Weiterführung des Themas Macht und ihre visuelle Repräsentation kann auch Mühes neuste Werkgruppe Obersalzberg begriffen werden, an der er seit 2010 arbeitet. Auf eine inszenatorische Art und Weise setzt sich die Arbeit mit der Ästhetik des Größenwahns auseinander, die allen Diktaturen des vergangenen Jahrhunderts eigen war, aber im Besonderen das Berchtesgadener Land für immer in Verbindung mit dem Nationalsozialismus brachte.
In den letzten Jahren wurden Andreas Mühes Fotografien auf einer Vielzahl von Ausstellungen gezeigt. Unter anderem kuratierte der bekannte Fotograf und Sammler F. C. Gundlach die Ausstellung Werkschau 2 in der Berliner Camera Work im Jahr 2010. Die Kunsthalle Rostock widmete dem Fotografen 2011 die erste museale Einzelausstellung. Die Ausstellung wurde von Ingo Taubhorn kuratiert, der auch einen Text für die begleitende umfangreiche Monographie beisteuerte. Des Weiteren wurde Mühe ausgewählt, 2012 ein Teil der Gruppenausstellung State of the Art Photography im Düsseldorfer NRW Forum zu sein, die laut eigener Aussage die Fotokünstler der Zukunft präsentiert. Seit 2012 wird Andreas Mühe von der Galerie Carlier Gebauer vertreten.

## Werk und Rezeption
F. C. Gundlach, der seit den Anfängen ein entschiedener Förderer Mühes ist, beschrieb einmal sein Werk als eines von außerordentlicher Konsequenz und deutet damit auf die unverkennbare Handschrift hin, die all seine fotografischen Aufnahmen auszeichnet. Die ausschließlich mit der Großformatkamera aufgenommenen Motive weisen neben ihrer technischen Qualität oft ein spannungsvolles Verhältnis zwischen negativem leerem Raum und eigentlichem Bildinhalt auf. Die Bildfläche wird unter Einbezug von räumlichen und architektonischen Kontexten komponiert, so dass die darin vorkommenden Figuren im Größenvergleich oft klein und ohnmächtig erscheinen. Es entsteht der Eindruck, die Protagonisten werden vom Raum eingenommen. Um sie dennoch deutlich in Erscheinung treten zu lassen, bedient sich Mühe seiner gezielt eingesetzten Lichtführung. Gleichsam einem Theaterspot verleiht diese der Szenerie einen Bühnencharakter und, obwohl das Gezeigte vom Fotografen bis ins kleinste Detail durchkomponiert und inszeniert wurde, entsteht beim Betrachter der voyeuristische Eindruck, gerade Zeuge einer intimen Szene geworden zu sein.
Aufgrund ihrer kühlen, blauen Farbigkeit und der daraus resultierenden Stimmung wurden seine Bilder schon vielfach mit den Gemälden von Caspar David Friedrich verglichen. In seiner Serie Obersalzberg bedient sich Mühe wiederholt dieser Ästhetik, um sie jedoch gleichzeitig, indem er sie historisch und politisch auflädt, in Frage zu stellen. Mit seinen Bildern von wildpinkelnden Nazis vor idyllischer Kulisse konfrontiert Mühe den Betrachter mit dem visuellen Mythos dieser Landschaft, der stark von der nationalsozialistischen Propaganda geprägt wurde. Erst auf den zweiten Blick wird dieses Konstrukt symbolisch durch den Akt des Urinierens gebrochen und die Komplexität dieser Motive wird offensichtlich. Über Analogien zu anderen Arbeiten der jüngeren Kunstgeschichte, wie Warhols Pissing Portraits und Wolfgang Tillmans urinierende Punks wurden schon mehrfach geschrieben.

## Ausstellungen

### Einzelausstellungen
- Andreas Mühe. Stories of Conflict, 16. Feb.–11. Sep. 2022, Städel, Frankfurt am Main[15]
- Andreas Mühe. Mischpoche, 2019, Hamburger Bahnhof – Museum für Gegenwart, Berlin
- Subversive Praktiken, Juni bis August 2018, Galerie König, Berlin
- 2017 Pathos als Distanz, Haus der Photographie, Hamburg
- Eine Deutschlandreise ..., November 2013, Kunsthalle Rostock
- A.M. – Eine Deutschlandreise, August 2013, Ehemalige Jüdische Mädchenschule, Berlin
- The Obersalzberg by Andreas Mühe, Juni 2013, carlier | gebauer, Berlin
- Obersalzberg – Eine Essenz, April 2013, Schlechtriem, Berlin
- Andreas Mühe, August – Oktober 2011, Kunsthalle Rostock
- Werkschau II, November 2010, Rheingalerie Bonn
- Werkschau 2, Juli 2010, Patek Philippe München
- Werkschau 2, Januar 2010, Galerie Camera Work Berlin
- Andreas Mühe, Februar 2009, Salon Anke Degenhard Hamburg
- Palestinian Students of Ramallah, November 2008, Goethe-Institut Ramallah, Palästinenser-Gebiete.
- Werkschau, März 2007, Galerie Henselmann Tower, Berlin
- 8 Supermärkte, Dezember 2001, Berlin

### Gruppenausstellungen
- Photo Beijing 2015, 2015, China Millennium Monument, Beijing (upcoming Oktober 2015)
- Der dritte Blick, 2015, Willy-Brandt-Haus, Berlin
- Far Beyond, 2015, Villa Schöningen, Potsdam
- PORN PORN PORN, 2015, Eigen + Art Lab, Berlin
- Opening on the foam, 2015, Schloss Sacrow, Sacrow, Germany
- Mijn Vlakke Land. Over fotografie en landschap, 2015, FotoMuseum, Antwerpen
- Weltsichten, 400 Jahre Landschaft in der Kunst, 2015, Kunsthalle Rostock, Rostock
- Memory Lab – Photography Challenges History, 2015, Benaki-Museum, Athen
- NGORONGORO, 2015, Artist weekend, Off-space Weißensee, Berlin
- Memory Lab: Photography Challenges History, 2015, Musée national d'histoire et d'art, Luxembourg
- Über|Meister, 2014, pavlo's dog, Raum für Fotografie, Berlin
- Memory Lab – Photography Challenges History, 2014, Budapest Gallery, Budapest
- Memory Lab – Photography Challenges History, 2014, MUSA – Museum Startgalerie Artothek, Wien
- Memory Lab: The Sentimental Turn, 2014, Martin-Gropius-Bau, Berlin
- Spuren der Macht, 2014, Art Foyer DZ Bank, Frankfurt
- Visualleader 2014, Deichtorhallen/Haus der Photographie, Hamburg
- Sechse gehen durch die ganze Welt, 2014, Stephan Schrör, Berlin, Eine Gruppenausstellung mit Ena Swansea, Rosa Loy, Carla Arocha & Stéphane Schraenen, Edgar Leciejewski, Johannes Rochhausen, Ruby Anemic
- Heimat, 2014, DZ BANK Kunstsammlung, NRW Forum, Düsseldorf
- Jenseits der Ansichtskarte. Die Alpen in der Fotografie, 2014, vorarlberg museum, Bregenz
- Reflexion – Ästhetische Referenzen, 2014, Darmstädter Tage der Fotografie, Darmstadt
- Einblicke in die Sammlung Wemhöner, 2014, Osram-Höfen, Berlin
- Die neue Porträtgalerie der Bayrischen Staatsoper, 2013, Bayrische Staatsoper, München
- Jenseits der Ansichtskarte. Die Alpen in der Fotografie, Oktober 2013 – Januar 2014, Galerie Stihl, Waiblingen
- Obersalzberg – eine Essenz, Juni 2012, The Solo-Project Art Fair, Basel
- State of the Art Contemporary Photography, Februar 2012, NRW – Forum, Düsseldorf
- 2012, Januar 2012, Schlechtriem, Berlin
- Obersalzberg, September 2011, Art Plattform Los Angeles, USA
- NADA Art Fair, Dezember 2010, pool gallery, Miami Florida, USA
- Fotobuchtage 2010, Juni 2010, Haus der Fotografie/Deichtorhallen, Hamburg
- LeadAwards 10, März 2010, Haus der Fotografie/Deichtorhallen, Hamburg
- FASHION Photographien aus neun Jahrzehnten, September 2008, Galerie Camera Work, Berlin
- LeadAwards 08, März 2008, Haus der Fotografie/Deichtorhallen, Hamburg

## Auszeichnungen
- Deutscher Designer Club 2017: Gold für das Buch Pathos als Distanz[16]
- LeadAward 2015: Nominierung Porträtfotografie des Jahres
- LeadAward 2014: Porträtfotografie des Jahres
- Deutscher Designer Club 2014: Bronze für das Buch Obersalzberg
- Red Dot Award: Auszeichnung für das Buch Obersalzberg
- ADC 2014: Bronze für das Buch Obersalzberg
- Art Directors Club 2013: Fotografie – Bildjournalismus, USA, 20.56 / Rammstein, Süddeutsche Zeitung Magazin
- LeadAward 2013: Auszeichnung für Deutschland, bleiche Mutter, ART Magazin und Wer zu Lebzeit gut auf Erden, SZ-Magazin
- Deutscher Reporterpreis 2012: USA, 20.56 in der erstmals vergebenen Kategorie Grand Prix, zusammen mit Autor Alexander Gorkow
- Hansel-Mieth-Preis 2010: Die Deutsche Queen, Spiegel
- LeadAward 2010: Porträtfotografie des Jahres
- LeadAward 2008: Foto des Jahres
- LeadAward 2008: Porträtfotografie des Jahres
- Musikvideopreis Sehnsüchte 2008 der HFF Potsdam in der Kategorie Regie

## Publikationen
- Andreas Mühe – Obersalzberg. Mit Texten von Luc Tuymans, Hans Georg Hiller von Gaertringen, Matthias Struch, Karsten Ehlert. Distanz Verlag, 2012, ISBN 978-3-95476-036-7.
- Im Blick, Fotografie aus der Sammlung Wemhöner. Text von Ulrike Münter, herausgegeben von Philipp Bollmann. Kerber Verlag, 2012, ISBN 978-3-86678-658-5.
- State of the Art Photography. Text von Ossian Ward. Richter & Fey, herausgegeben von Feymedia Verlagsgesellschaft, 2012, ISBN 978-3-941459-38-0.
- Andreas Mühe – ABC. Mit Texten von Jana Hensel, Kito Nedo und Ingo Taubhorn, herausgegeben von Ingo Taubhorn. Distanz Verlag, Berlin 2011, ISBN 978-3-942405-43-0.
- 1997–2010 Andreas Mühe. Mit Texten von F. C. Gundlach und Christof Kaldonek. Verlag der Buchhandlung Walther König, Köln 2010, ISBN 978-3-86560-778-2.
- LeadAwards Visual Leader 2009, Das Beste aus Zeitschriften und Internet. Presse Fachverlag, 2010, ISBN 978-3-923165-03-2.
- Berlin Now. Text von Imre Kertész, herausgegeben von Dagmar von Taube. Kempen, 2009, ISBN 978-3-8327-9353-1.